# Đurđevo, Rača
Đurđevo (izvirno srbsko Ђурђево) je naselje v Srbiji, ki upravno spada pod Občino Rača; slednja pa je del Šumadijskega upravnega okraja.

## Demografija
V naselju, katerega izvirno (srbsko-cirilično) ime je Ђурђево, živi 619 polnoletnih prebivalcev, pri čemer je njihova povprečna starost 47,6 let (46,0 pri moških in 49,2 pri ženskah). Naselje ima 225 gospodinjstev, pri čemer je povprečno število članov na gospodinjstvo 3,23.
To naselje je, glede na rezultate popisa iz leta 2002, večinoma srbsko.
|  |

| Demografija | Demografija     | Demografija     |
| Leto        | Št. prebivalcev | Št. prebivalcev |
| ----------- | --------------- | --------------- |
|             |                 |                 |
|             |                 |                 |
|             |                 |                 |
|             |                 |                 |
| 1948        | 1393            |                 |
| 1953        | 1447            |                 |
| 1961        | 1359            |                 |
| 1971        | 1163            |                 |
| 1981        | 1058            |                 |
| 1991        | 917             | 871             |
| 2002        | 779             | 726             |
|             |                 |                 |

| Etnična sestava po popisu iz leta 2002 | Etnična sestava po popisu iz leta 2002 | Etnična sestava po popisu iz leta 2002 | Etnična sestava po popisu iz leta 2002 | Etnična sestava po popisu iz leta 2002 |
| -------------------------------------- | -------------------------------------- | -------------------------------------- | -------------------------------------- | -------------------------------------- |
| Srbi                                   | Srbi                                   |                                        | 721                                    | 99,31%                                 |
| Hrvati                                 | Hrvati                                 |                                        | 1                                      | 0,13%                                  |
| Slovenci                               | Slovenci                               |                                        | 1                                      | 0,13%                                  |
| Neznano                                | Neznano                                |                                        | 3                                      | 0,41%                                  |